# Hugonia tomentosa
Hugonia tomentosa är en linväxtart som beskrevs av Antonio José Cavanilles. Hugonia tomentosa ingår i släktet Hugonia och familjen linväxter. Inga underarter finns listade i Catalogue of Life.